# عقود اللاعبين في كرة القدم اليابانية
تنقسم عقود اللاعبين في كرة القدم اليابانية المحترفة إلى ثلاثة أنواع وهي منظمة للحد من تضخم رواتب اللاعبين ورسوم الانتقال، من أجل استقرار عمليات الأندية، بجيث يتم تحديد فترات الانتقالات من قبل الدوري الياباني وتنتهي عادةً في يوم الجمعة الأخير من شهر أغسطس، مما يمنع المزيد من التعاقدات (بما في ذلك انتقالات الإعارة) حتى نهاية الموسم. ومع ذلك ، قد يتم إنهاء العقود وتسجيلات اللاعبين في أي وقت.

## أنواع العقود
بدلاً من فرض حدود رواتب على مستوى الفريق، تحاول لوائح العقود المهنية للاتحاد الياباني لكرة القدم كبح جماح فواتير الأجور من خلال تحديد تعويضات اللاعبين الشباب حتى يلعبوا عددًا كافيًا من الدقائق على مستوى رفيع (أو ما يعادله). ظاهريًا، يساعد هذا في الحفاظ على التكافؤ النسبي في الدوري بدلاً من مسودة الدوري من خلال القضاء على حروب المزايدة على آفاق الشباب الأفضل، ولكن تم انتقاده على أنه استغلالي ويؤدي إلى غش غير المشروع من قبل الأندية الأوروبية القادرة على تقديم شروط أفضل.

### عقود برو سي
يبلغ الحد الأقصى لعقود برو سي 4.6 مليون ين سنويًا وهي محجوزة للاعبين الذين تقل خبرتهم عن ثلاث سنوات، والجدير بالذكر أنه لا يوجد حد أدنى إلزامي للأجور.
بمجرد أن يصل اللاعب إلى أحد مراحل وقت اللعب التالية، يصبح مؤهلاً لتوقيع عقد برو أي:
1. أندية دوري J1: لعب 450 دقيقة.
2. أندية دوري J2: لعب 900 دقيقة.
3. دوري J3 / دوري كرة القدم الياباني: لعب 1350 دقيق

-المسابقات التالية تحسب أيضًا على أنها معادلة لمباريات الدوري J1:
1. مباريات المنتخب الياباني لكرة القدم «أ» الدولية.
2. البطولة الأولمبية أو الجولات الثانية / النهائية من تصفيات الاتحاد الآسيوي.
3. دورة الالعاب الاسيوية.
4. كأس العالم تحت 17 سنة FIFA.
5. دوري أبطال آسيا.كأس العالم للأندية FIFA ومسابقات الأندية FIFA / AFC الأخرى

- مسابقات أو اتحادات مهنية أجنبية أخرى على النحو الذي يحدده الاتحاد.
بمجرد توقيع اللاعب على عقد برو بي أو برو أي، يصبح غير مؤهل لتوقيع عقود برو سي للفترة المتبقية من حياته المهنية.

### عقود برو بي
وبحد أقصى 4.6 مليون ين في الموسم ، يتم حجز برو بي نادر الاستخدام للاعبين القدامى وليس له حد أدنى للأجور.

### عقود برو أي
برو أي هو العقد القياسي للمحاربين القدامى في دوريات J1 / J2 ، بما في ذلك اللاعبين الأجانب، الحد الأدنى للأجور السنوية هو 4.6 مليون ين، بينما لا يوجد حد أقصى للرواتب الفردية باستثناء أول سنة جزئية أو كاملة يوقع فيها اللاعب على العقد 6.7 مليون ين.

## قوانين الفريق
يجب أن تفي جميع فرق الدوري الياباني بالحد الأدنى من العقود المهنية طوال الموسم:
1. J1 حوالي 20 عقدا احترافيًا، منها 15 عقدًا احترافيًا على الأقل.
2. J2 حوالي 5 عقود احترافيه.
3. J3 حوالي 3 عقود احترافية، بغض النظر عن نوعها.[3]

بالإضافة إلى ذلك ، فإن جميع الأندية رفيعة المستوى مقيدة بحد أقصى 25 عقدًا للمحترفين (27 للفرق المشاركة في دوري أبطال آسيا)، مع الاستثناءات التالية:
1. اللاعبون الذين تم تحويل عقودهم من Pro C أو الهواة إلى Pro A في منتصف الموسم بعد تحقيق مراحل وقت اللعب أعلاه
2. اللاعبون الذين قضوا ثلاث سنوات أو أكثر في أكاديمية الشباب بالنادي
3. إعفاءات طبية حسب الطلب
4. خروج اللاعبين على سبيل الإعارة

لاعبون أجانب
لا توجد قيود على اللاعبين الأجانب بموجب عقد في أندية الدوري الياباني، ولكن يمكن تضمين 5 (J1) أو 4 (J2 / J3) لاعبين من جنسية أجنبية كحد أقصى في تشكيلة يوم واحد، لا يُحسب اللاعبون الذين يحملون جنسية دولة شريكة في الدوري الياباني (تايلاند وفيتنام وميانمار وكمبوديا وسنغافورة وإندونيسيا وماليزيا) كلاعبين أجانب، يضم الدوري الياباني أيضًا العديد من اللاعبين المولودين في اليابان والذين مع ذلك يفتقرون إلى الجنسية اليابانية، ومعظمهم من الكوريين الزينيشي، يمكن معاملة ما يصل إلى لاعب واحد من كل نادٍ على أنه محلي، بشرط أن يكونوا قد ولدوا في اليابان وحضروا تعليم «المادة 1» في البلد المعتمد من MEXT. وتجدر الإشارة إلى أن هذه السياسة تستثني اللاعبين الذين التحقوا بشكل حصري بالمدارس الكورية الشمالية في اليابان مثل Park Il-Gyu.